# スラヴ民族の北東ルーシへの移動

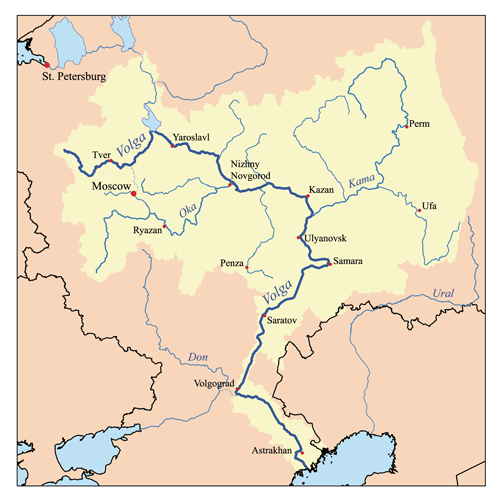
Volga：ヴォルガ川、Oka：オカ川（Moscow：モスクワ）

スラヴ民族の北東ルーシへの移動（スラヴみんぞくのほくとうルーシへのいどう）と題する本項は、9世紀から13世紀にかけての、現ロシアのヴォルガ川 - オカ川間の地域へのスラヴ民族の移動の過程、また同地での殖民政策の過程をまとめたものである。同地には、スラヴ民族の移動以前はフィン・ウゴル民族の居住地が存在していた。一方、スラヴ民族の入植は9世紀に始まり、数世紀間にわたって続けられた。スラヴ民族がキエフを中心とする政権（キエフ大公国）を建国したキエフ・ルーシ期には、同地にはウラジーミル大公国等の諸公国が登場し、多くの都市の建設が行われた。
（留意事項）：以下、「ルーシ（＝キエフ・ルーシ、キエフ大公国）」領域内での立地に基づき、本頁が対象とするヴォルガ川 - オカ川間（公国でいえば主としてウラジーミル大公国領）を、便宜上「北東ルーシ」として記述する。また、ノヴゴロド公国領を「北西ルーシ」、キエフ公国などおおよそ現ウクライナに立地した諸公国領を「南東ルーシ」として記述する。

## 自然条件と先住民族

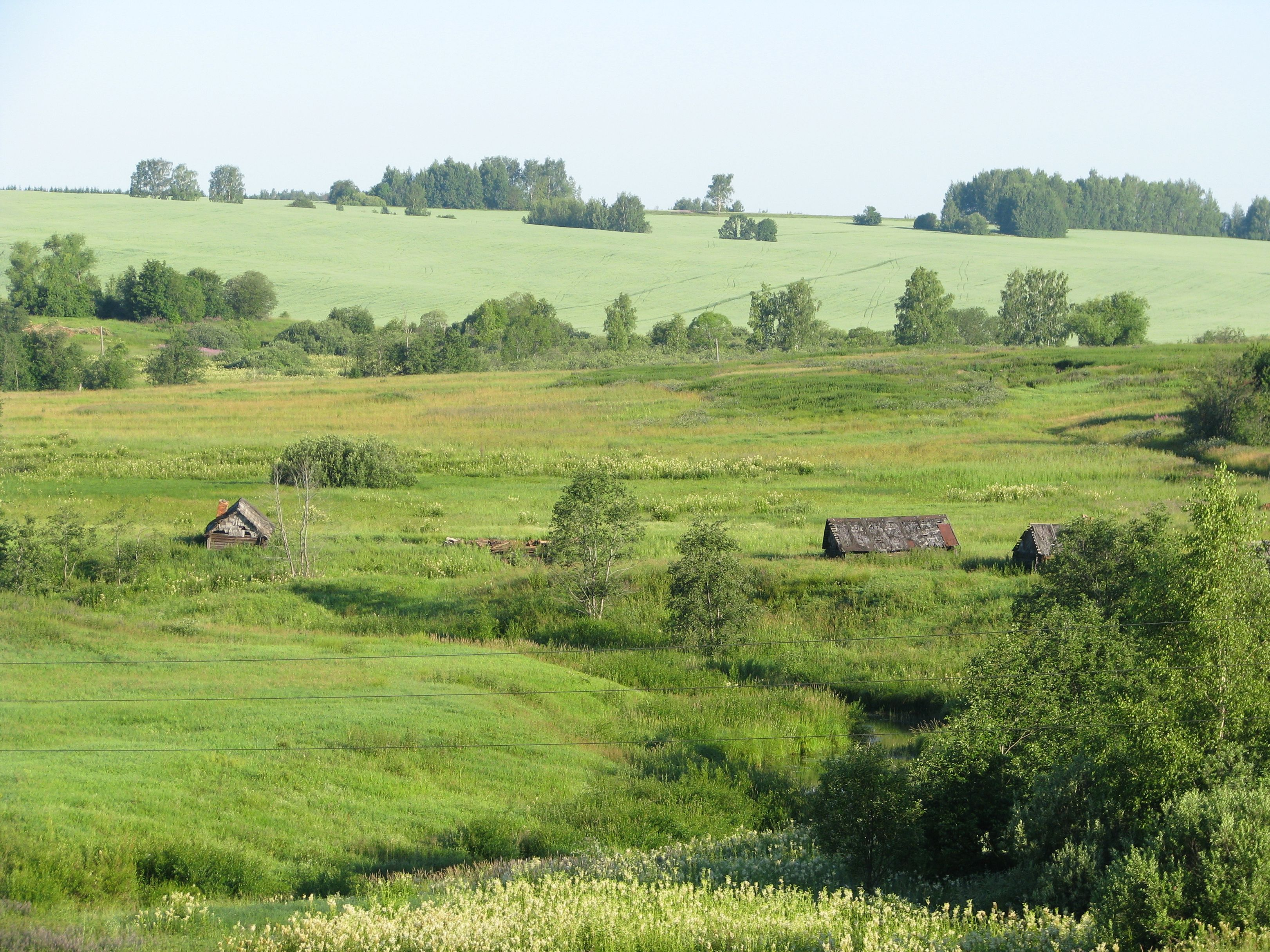
オポリエの風景（ヴラジーミル州コリチューギノ地区(ru)）

北東ルーシの中核をなすロストフ・スーズダリ地方は、自然環境的地域区分としてはオポリエ(ru)地域に分類される。オポリエは、農耕用に適した広大で肥沃な黒土地帯であることに基づく区分であり、ウラジミルスキエ・チェルノジョームィ（ウラジーミルの黒土地帯）という名でも知られる。オポリエへのスラヴ民族の入植は、森林面積が縮小し、気温の安定化によって豊富な収穫を可能にした、中世の気候最適期に相当している。
スラヴ民族が移住する以前の北東ルーシには、メリャ族、ムーロマ族、メシチェラ族(ru)、ヴェシ族、チュヂ・ザヴォロチスカヤ（ザヴォロチエのチュヂ）族(ru)などのフィン・ウゴル系の諸部族が定住していた。ロシアの多くの研究者が、スラヴ民族が移住した地における、フィン・ウゴル民族の人口密度の希薄さについて言及しており、その人口密度の希薄さの理由としては、狩猟、採集、漁労、牧畜を主体とし、農業はわずかに行われていたのみであったことを挙げている。また、フィン・ウゴル系先住民の居住地は湖畔や河岸に集中しており、それらの水域から遠く離れた地域は人口希薄地帯になっていた。

## スラヴ民族の移動

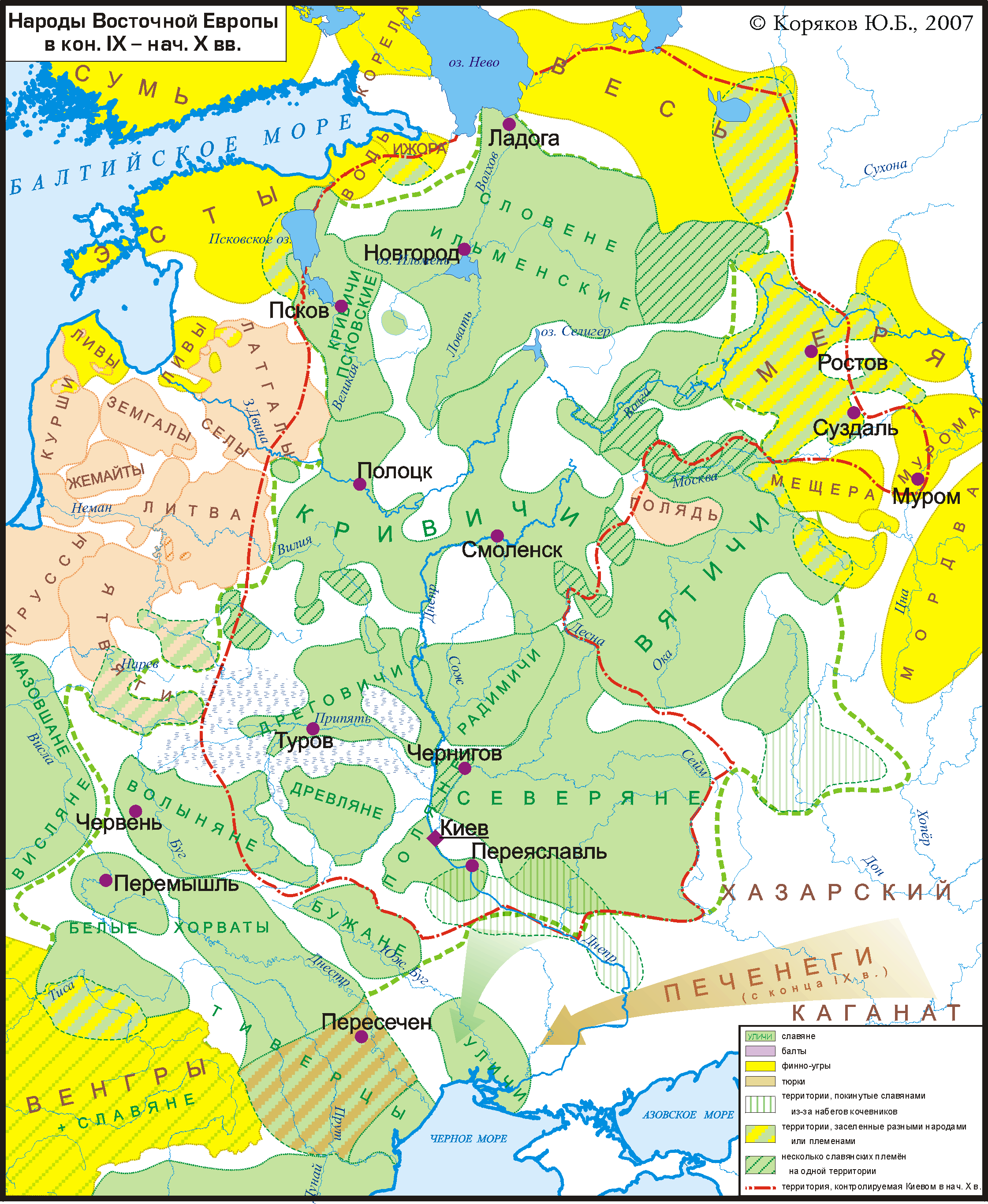
10世紀初頭の諸部族の居住地
黄：フィン・ウゴル系（Весь：ヴェシ、Меря：メリャ、Мурома：ムーロマ、Мещера：メシチェラ）
緑：スラヴ系（Кривичи：クリヴィチ、Вятичи：ヴャチチ、Радимичи：ラヂミチ、Северяне：セヴェリャーネ）
赤線：キエフ大公国領域、赤点：主要都市（Ростов：ロストフ、Суздаль：スーズダリ、Муром：ムーロム）。なお、茶はバルト系（Голядь：ゴリャヂ）。

スラヴ民族の原郷がどこであるかは定説が打ち出されていないが、4 - 5世紀には、スラヴ民族は分散・移動を開始し、そのうちの一派は6 - 7世紀にはイリメニ湖・ヴォルホフ川流域に達した。ルーシ全域のスラヴ民族は、『原初年代記』等の文献的史料や考古学的検証に基づき、いくつかの部族（あるいは部族連合）として分類がなされている。スラヴ民族の移動の速度は、森林を伐採し、農耕地を獲得しながら進んでいく緩慢なものであったが、北東ルーシへ移住してきたスラヴ民族の植民は、多数かつ積極的に行われていたことが確認されている。考古学的調査に基づけば、村集落の跡地は、原則的に、丸太を用いて建造した定住式の多くの家屋と耕地からなっており、また、製鉄場を有し、鉄や非鉄金属などから生活用品や装飾品が作られていた。
北東ルーシへの移住は、いくつかの段階を経ている。移住の第一陣は、9世紀から10世紀にかけて行われた。北東ルーシへの流入経路は、ノヴゴロド方面からの流入と、ヴォルガ川上流域からの流入の二つのルートによるものだった。すなわち、北東ルーシの東と北ではヴォルガ川沿いにクリヴィチ族が進出し始めており、このクリヴィチ族が北東ルーシへ流入し、スーズダリの居住者の基礎的な部族となった。移住のための陸路が拓かれていない場合、河川が主要な通路となった。また、現モスクワ南部や、11世紀にリャザン公国が成立する領域には、主としてヴャチチ族が入植した。ヴャチチ族はリャザン領域を、オカ川下流、またモスクワ川上流へと移住地を広げていった。クリヴィチ族とヴャチチ族の移住地の境界線は、出土するヴィソチノエ・コリツォ（女性用装飾品の一種）の特徴からみて、モスクワ川とクリャージマ川の分水嶺に沿って伸びていた。なおオカ川下流のムーロム地域におけるスラヴ民族の居住地の拡大は、オカ川沿いではなく、ネルリ川、クリャージマ川沿いに進行していることから、主としてクリヴィチ族による進出である。さらに、ラヂミチ族、セヴェリャーネ族の参入も確認できる。
考古学的調査によれば、北東ルーシでは、10世紀後半以降において、都市のみならず村集落の数と規模（その増加は12世紀から13世紀の前半に頂点に達した）に特徴が見出される。すなわち、北東ルーシのスーズダリ地方と、北西ルーシのベロエ湖とシェクスナ川周辺での考古学的調査を比較すると、スーズダリ地方では、約2000人規模の、非常に高密度な居住地が、この期間の大半にわたって出現していた。一方ベロエ湖周辺では、居住地の密度は低く、12 - 13世紀に密度の高まる兆しが見られる。
北東ルーシへの入植の理由は、以下のものである。まず1つは、中世の温暖期にあたるとともに、安定的な農作物の収穫を期したものである。スーズダリのオポリエ地層の花粉の堆積量からみて、9世紀初頭から林木が減少し始めており、12世紀には開墾された土地が主体となっている。他の理由としては、国際交易の発展と、他のルーシ地域で枯渇した毛皮製作用獣皮(ru)の需要の高まりによるものである。村集落跡地からは、ビーバー、リス、イタチなどの毛皮を持つ動物の骨格が発見されているが、そのうちの62%は、切断などの形跡のない完全な形で出土している。また、10世紀末のルーシの洗礼(ru)（キエフ大公国におけるキリスト教の国教化）以降は、キリスト教政権から逃れ、異教（キリスト教から見た）信仰を守ろうとする人々の移住が行われた。
先住民フィン・ウゴル民族との接触に関しては、史料の記述や考古学的検証に基づく限りでは、フィン・ウゴル民族はスラヴ民族に押し出されることなく滞留し、スラヴ民族と同化していったと判断される（仮説として、フィン・ウゴル民族がより東方へと移動したケースが若干存在したのではないかとする説はある）。北東ルーシにおいては、フィン・ウゴル民族の居住地の立地と、その人口の希薄さという条件に因って、武力制圧を伴わない平和的な植民化が行われ、またかなりの速度で、スラヴ的要素が数的にも優位に立ったと見ることができる。ロストフ・スーズダリ地方の最北端の、いくつかの地点での考古学的調査からも、集落遺跡やクルガンの埋葬形態において、フィン系の伝統的な様式が減少していく過程が確認されている。文献史料の面からも、10世紀中盤以降、フィン・ウゴル民族のメリャ族、ムーロマ族、ヴェシ族は年代記上に言及されなくなることから、おそらくスラヴ民族との同化が完了したものと考えられる。

## ルーシ内部の人口移動

### モンゴルのルーシ侵攻以前
リューリク朝によるキエフ大公国成立の後も、キエフ大公国領（ルーシ）内部での人口移動が行われ、北東ルーシは人口の流入する地域であった。流入元は、1つはノヴゴロド・ベロオゼロ・ラドガ等の都市を中心とした北西ルーシ地方である。流入の理由は、北西ルーシに比して温暖であり、農業・牧畜・採集の成果が見込まれる北東ルーシに期したものである。もう1つはキエフなどの南東ルーシである。12世紀から13世紀にかけて、キエフなどの南東ルーシから、北東ルーシへの大規模な人口の移動が行われた。その理由として、キエフ大公位をめぐる紛争の激化、ステップの遊牧民の襲撃の増加（年代記には、13世紀初めまでに、ドニエプル川流域（ドニプロ・ウクライナ）へのポロヴェツ族の襲撃が、46回記録されている。）、コンスタンティノープルの凋落と遊牧民勢力の増強による、経ドニエプル川交易の衰退（ヴァリャーグからギリシアへの道#歴史参照）が挙げられる。南東ルーシは、その南部に遊牧民族との争いの危険性をはらんでおり、また西部では、ポーランド王国との国境線がしばしば引き直される（チェルヴェンの諸都市参照）などの不安定な要素をはらんでいた。一方北東ルーシは、ヴォルガ・ブルガールとの国境線には接していたが、外部からの侵略という面では安全な地域であった。なお、キエフ大公国成立当初には、北東ルーシに比べ、南東ルーシ・北西ルーシが先に発展していた地域である。
また、年代記は、キエフ大公ウラジーミル・モノマフ治世期の、「プリャモエジャヤ・ドロガ（直訳：まっすぐな道）」の出現を記している。この道は、北東ルーシから、ブリャンスク森(ru)を横切りキエフ地域へ至る道であり、それ以前から存在していた、連水陸路を含むドニエプル川・ヴォルガ川沿いの道に比べ、南東ルーシのキエフ地域と北東ルーシのウラジーミル・スーズダリ地方との直接な交流を大幅に促進した。この人口移動は、北東ルーシにおいて、防衛施設と軍隊を持つ都市の建設につながった。殖民を奨励し、新しい都市の建設に積極的に取り組んだ為政者の一人として、ウラジーミル・モノマフの息子のロストフ・スーズダリ公ユーリー・ドルゴルーキーが挙げられる。ユーリーの子のウラジーミル大公アンドレイ・ボゴリュブスキーもまた、その殖民政策によって賞賛を得ている。

#### 北東ルーシの諸都市の初出
モンゴルのルーシ侵攻以前に史料上に言及のある北東ルーシの都市には以下のものがある（特に注釈のない西暦は初出年を示す。なお旧称を用いているものがある）。ただし、初出以前から都市あるいは集落が存在していた可能性、また建設に関しても、先行する都市あるいは集落が存在していた可能性のあるものがある。モスクワ大公国期建設の都市と併せて、これらの中で文化的史跡の多く残る都市は、黄金の環と総称されている。
- ロストフ：862年[22]
- ベロオゼロ：862年[23]
- ムーロム：862年[24]。名称はフィン・ウゴル系部族のムーロマ族に由来する。
- スーズダリ：999年[注 4] / 1024年[26]
- ヤロスラヴリ：1071年[27]。おそらく1010年頃ロストフ公ヤロスラフが建設[27]
- ウスチ＝シェクスナ：1071年[28]
- ムスチスラヴリ：1094年
- ペレヤスラヴリ（ペレヤスラヴリ＝リャザンスキー）：1095年[29]
- リャザン：1096年[29]。おそらく1060年頃チェルニゴフ公スヴャトスラフ建設[29]
- ウラジーミル（ウラジーミル＝ナ＝クリャージメ）：990年もしくは1108年建設。解釈に諸説あり、現ウラジーミル市は、990年にキエフ大公ウラジーミルが建設し、1108年ペレヤスラヴリ公ウラジーミルが強化したとみなしている[30]。また、1108年をもって建設年とする説もある[31][32][注 5]。
- プロンスク：『ニコン年代記(ru)』1131年[33][リンク切れ]、あるいは他の文献に基づき、1146年（建設は12世紀初頭）[34]、または1186年[35]。
- クスニャチン(ru)：1134年、ロストフ・スーズダリ公ユーリーが建設（『ニコン年代記』による[36]）。
- ドゥブナ：1134年[37]、ロストフ・スーズダリ公ユーリーが建設（『ノヴゴロド年代記』による）。
- ヴォロク・ラムスキー：1135年[38]。おそらくノヴゴロドからの入植者が建設[38]。
- ヤロポルチ＝ザレスキー(ru)：1139年
- トヴェリ：年代記上は1164年[39][注 6] 。ノヴゴロドからの入植者が建設[39]。 名称はトヴェルツァ川にちなみ、そのトヴェルツァ川の由来は、「（流れが）早い」という意味のフィン・ウゴル語派のtiortであるとする説、あるいは「（要塞が）堅固」という意味のтвердь（tverd'）によるとする説がある[41][注 7]。また、1135年もしくは1139年のノヴゴロド公フセヴォロドの勅令中に遠まわしに言及されているとみなす説がある[42]。
- オショートル：1146年
- トゥーラ：1146年[43]
- モスクワ：1147年[44]
- ヴォログダ：1147年[45]
- テシロフ(ru)：『ニコン年代記』1147年
- ウグリチ：1147年[46]
- ズヴェニゴロド：1152年、ロストフ・スーズダリ公ユーリー建設[47]
- ペレヤスラヴリ＝ザレスキー：1152年、ロストフ・スーズダリ公ユーリー建設[46]
- ユーリエフ＝ポリスキー：1152年、ロストフ・スーズダリ公ユーリー建設[48]
- ゴロデツ：1152年、ロストフ・スーズダリ公ユーリー建設[49]
- ペレムィシュリ(ru)：1152年、ロストフ・スーズダリ公ユーリー建設[50]
- スタロドゥーブ＝ナ＝クリャージメ：1152年、ロストフ・スーズダリ公ユーリー建設
- ドミトロフ（年代記上は1180年[51]）：伝承では、上記の諸都市と同じく1152年ロストフ・スーズダリ公ユーリー建設[51]。
- コストロマ（年代記上は1214年[52]）：1152年ロストフ・スーズダリ公ユーリー建設とする説があるが史料上の証拠はない[52]。
- ロスチスラヴリ(ru)：1153年、ムーロム公ロスチスラフ建設
- ベルゴロド＝リャザンスキー(ru)：『ニコン年代記』1155年
- ボゴリュボヴォ：1158年、ウラジーミル大公アンドレイ建設
- ゴロホヴェツ：1158年、ウラジーミル大公アンドレイ建設
- ガーリチ・メリスキー：一般には1159年建設とされる[53]。メリスキーはフィン・ウゴル民族のメリャ族の名に因る。
- コロムナ：1177年[54]
- ウスチュグ：1207年[55]
- ニジュニー・ノヴゴロド：1221年ウラジーミル大公ユーリー建設[56]

### モンゴルのルーシ侵攻以降
モンゴルのルーシ侵攻の後、13 - 14世紀の境目の時期に、南ルーシの旧諸公国（キエフ公国、チェルニゴフ公国など）領から北東ルーシへの、上流階層を含む人々の移住が行われた。この時期に北東ルーシへ移住した貴族の家系としては、プレシチェエフ家(ru)、イグナチエフ家(ru)、ジェレブツォフ家(ru)、ピャトフ家(ru)などが挙げられる（たとえばプレシチェエフ家の場合、チェルニゴフからモスクワヘ移住）。また、1299年には、キエフの府主教（キエフと全ルーシの府主教(ru)）であるマクシモス(ru)が、キエフからウラジーミルへと移り住んだが、それはおそらく、北東ルーシの荒廃は南ルーシに比して相対的に小規模であり（ルーシ全土から見れば、北東ルーシは南ルーシと並び甚大な被害を蒙った地域であった）、南部より早く復興が行われたためではないかとする説がある。
以降、北東ルーシの地ではモスクワ大公国が興隆し、ロシア・ツァーリ国、ロシア帝国へと変遷していくことになる。